# مركز أبحاث التصميم الشامل
مركز أبحاث التصميم الشامل هو مركز بحث وتطوير في جامعة كلية أونتاريو للفنون والتصميم في تورنتو، كندا. يُعرّف المركز التصميم الشامل بأنه "الذي يُراعي التنوع البشري الكامل من حيث القدرة واللغة والثقافة والجنس والعمر وغيرها من أشكال الاختلاف البشري". تُدير جوتا تريفيرانوس مركز الأبحاث. في عام 2011، أطلق المركز برنامج ماجستير التصميم في التصميم الشامل.

## المشاريع الحالية
يدعم المركز الدولي للبحوث في مجال التنمية المعايير المفتوحة، والوصول المفتوح، وتقنيات المصدر المفتوح كلما أمكن ذلك، بهدف تعظيم التوزيع وتشجيع المشاركة الواسعة. ومن المبادرات الجديدة التي يعمل المركز على تنفيذها:
مشروع فلوي: التعلم المرن للتعليم المفتوح. يهدف فلوي إلى إتاحة فرص تعليمية تفاعلية ومناسبة للجميع، تناسب جميع المتعلمين ومنتجي المحتوى. على سبيل المثال، يمكن للمستخدمين تخصيص مظهر وأسلوب عرض محتوى الويب لتلبية احتياجاتهم وتفضيلاتهم الخاصة من خلال خيارات واجهة مستخدم فلوي. بالإضافة إلى ذلك، يتيح مشغل الفيديو فلوي دعم ترجمة متعددة اللغات، ونصوصًا متزامنة وسهلة التصفح، ويمكن الوصول إليها بالكامل عبر لوحة المفاتيح وقارئ الشاشة.
مشروع أدود: مستند مكتبي رقمي مُيسّر. يُطوّر أدود دليلاً محايدًا للبائعين، يتضمن تعليمات عملية خاصة بالتطبيق، تُساعد المستخدمين على اختيار تطبيقات مكتبية مُيسّرة وإنشاء مستندات مُيسّرة من مجموعات تطبيقات مكتبية شائعة. يستند هذا الدليل بشكل أساسي إلى توصيات إرشادات إتاحة محتوى الويب و مبادرة إمكانية الوصول إلى الإنترنت الصادرة عن رابطة الويب العالمية. يُطوّر أدود بالشراكة مع اليونسكو ووزارة المجتمع والخدمات الاجتماعية في أونتاريو.
إيجيس أونتاريو: دمج إمكانية الوصول في تكنولوجيا المعلومات والاتصالات الناشئة. يهدف مشروع إيجيس أونتاريو إلى ضمان تصميم تكنولوجيا المعلومات والاتصالات الناشئة بشكل شامل، مما يدعم التزام أونتاريو بتكافؤ الفرص، ويُهيئ شركات تكنولوجيا المعلومات والاتصالات في أونتاريو لتلبية الطلب العالمي المتزايد على المنتجات والخدمات التي تُتيح إمكانية الوصول للأشخاص من جميع القدرات. يُموّل المشروع من برنامج التميز البحثي التابع لصندوق أبحاث أونتاريو، ويعمل بشراكة وثيقة مع إيجيس أوروبا.

## معهد التصميم الشامل
معهد التصميم الشامل هو مؤسسة ذات صلة، تقع في نفس منشآت مركز أبحاث التنمية الدولية، وتعمل كشبكة بحثية إقليمية للتصميم الشامل. يديره أيضًا تريفيرانوس، تأسس عام 2008 وانطلق رسميًا في 24 مايو 2012، بهدف "مواجهة تحدي تصميم أنظمة المعلومات والاتصالات لدينا بحيث تعمل مع جميع المستخدمين المحتملين، بمن فيهم المستخدمون ذوو الإعاقة، واحتياجاتهم اللغوية المتنوعة وتفضيلاتهم الثقافية المتنوعة." يتكون من ثمانية شركاء أساسيين في مرحلة ما بعد الثانوية (جامعة كلية أونتاريو للفنون والتصميم، وجامعة تورنتو، وجامعة رايرسون، وجامعة يورك، ومعهد جامعة أونتاريو للتكنولوجيا، وكلية شيريدان، وكلية جورج براون، وكلية سينيكا) وأكثر من 100 منظمة متعاونة، ويتم تمويله من قبل مؤسسة كندا للابتكار ووزارة البحث والابتكار في أونتاريو. ينتمي خمسة وثلاثون أكاديميًا من المؤسسات المشاركة إلى المعهد.

## تعريف التصميم الشامل
بعض مراكز الأبحاث التي تستخدم مصطلح "التصميم الشامل" تستخدمه مرادفًا لمجال التصميم الشامل الأقدم. يسعى كلٌّ من التصميم الشامل والتصميم الشامل إلى تصميم أنظمة "... بحيث يُفضي العمل المُقدّم للأشخاص ذوي الإعاقة إلى أنظمة تُحسّن من جودة حياة الجميع، وتزيد من قدرة الإنسان على الوفاء بالالتزامات القانونية والسياسية والمجتمعية المتعلقة بإمكانية الوصول والتنوع والشمول على المستويات المحلية والوطنية والعالمية." ومع ذلك، يُقدّم المركز الدولي للبحوث من أجل التنمية تعريفًا للتصميم الشامل يختلف اختلافًا جوهريًا عن التصميم الشامل، وله سماته المميزة. ووفقًا للمركز، تهدف مبادئ التصميم الشامل إلى جعل التصميم الشامل أكثر شمولية.
نشأ التصميم الشامل من التصميم الصناعي والمعماري، بينما انبثق التصميم الشامل من العالم الرقمي. تتيح خيارات التصميم الواسعة للتصميم الشامل إنتاج حلول شاملة، على عكس التصميم الشامل الذي يُقدم حلولاً شاملة للجميع، وقد يستبعد الحالات الاستثنائية، مثل الأشخاص ذوي الإعاقات المتعددة. يشير المركز الدولي للبحوث من أجل التنمية إلى أنه "بينما يتمحور التصميم الشامل حول ابتكار تصميم مشترك يناسب الجميع، فإننا [في التصميم الشامل] نتمتع بحرية ابتكار نظام تصميم قابل للتكيف والتطور والتوسع لتلبية كل حاجة تصميمية يطرحها كل فرد." يعتقد الباحثون في مجال التصميم الشامل أن كل مستخدم لأي نظام، سواءً كان رقميًا أو سياسيًا، يجب اعتباره فريدًا، وأن "مسؤولية المصممين الشاملين تقع على عاتقهم إدراك سياق أي تصميم وتأثيره الأوسع، والسعي إلى إحداث تأثير إيجابي يتجاوز المستفيد المقصود من التصميم."
ترأس تريفيرانوس، رئيس المركز الدولي للبحوث من أجل التنمية، مجموعة من الأبحاث للتحقيق في وتطوير نهج جديد لإمكانية الوصول: إعادة صياغة الإعاقة على أنها عدم توافق بين احتياجات المستخدم والبيئة أو النظام المقدم (وبالتالي ليست سمة شخصية ولكن نتيجة للعلاقة بين الفرد وبيئته). يستفيد هذا الإطار الفني والمفاهيمي من مرونة أنظمة تكنولوجيا المعلومات والاتصالات (ICT) لتحسين واجهة المستخدم شخصيًا لتلبية احتياجات وتفضيلات كل فرد. يدعم هذا النهج التنوع البشري في الأنظمة الرقمية ليس من خلال محاولة إيجاد حل واحد يناسب الجميع ولكن من خلال التكيف مع مجموعة الاحتياجات المتنوعة لكل مستخدم.

## جوتا تريفيرانوس
جوتا تريفيرانوس، مديرة كلٍّ من مركز أبحاث التنمية الدولية ومعهد التنمية الدولية، خبيرة عالمية في مجال التصميم الشامل، وقد شاركت في اجتماعات البيت الأبيض والأمم المتحدة . وقد قادت العديد من شبكات البحث الدولية متعددة الشركاء، والتي أنتجت ابتكارات تقنية واسعة النطاق تدعم الشمول. وشمل عملها تصميم محتوى مفتوح المصدر، والمساعدة في تطبيق تشريعات ومعايير ومواصفات إمكانية الوصول.
في عام 2013، حصل تريفيرانوس على ميدالية اليوبيل الماسي للملكة. وفي العام نفسه، منحت اللجنة الكهروتقنية الدولية تريفيرانوس جائزتها الدولية لعام 1906؛ وهي تعترف بمساهمات الخبراء في هذا المجال.

## الجوائز والأوسمة
- جائزة القيادة البلاتينية للتأثير التعليمي لعام 2011، اتحاد التعلم العالمي آي أم أس لآا تيوتير.
- جائزة تحدي إمكانية الوصول إلى الويب للمندوبين لعام 2009، مؤتمر WWW/W4A، مدريد لـ آا تيوتير وآكسيس فور آل.
- جائزة التأثير التعليمي الذهبية لعام 2008، اتحاد التعلم العالمي آي أم أس لآا تيوتير.
- جائزة القيادة في مجال تأثير التعلم لعام 2008، من اتحاد التعلم العالمي آي أم أس للمشروع السلس.
- جائزة القيادة في التأثير على التعلم لعام 2008، اتحاد التعلم العالمي آي أم أس للتحول.

## روابط خارجية
- ويكي مشروع Fluid: خيارات واجهة المستخدم (Floe) (المعروفة أيضًا باسم خيارات المتعلم) ومشغل فيديو Floe.